# Karcinizacija
Karcinizacija je primer konvergentne evolucije, pri kateri različne vrste rakov v evolucijskem razvoju razvijejo značilno obliko rakovice, četudi ne spadajo v to skupino organizmov ali ji niso tesno sorodne. Izraz je v evolucijsko biologijo uvedel L. A. Borradaile, ki ga je opisal kot "enega od številnih poskusov narave, da razvije rakovico". Večji delež karciniziranih rakov spada v red Anomura, sestrsko skupino rakovic (Brachyura).

## Primeri karcinizacije
Domneva se, da je prišlo do procesa karcinizacije neodvisno pri vsaj petih skupinah rakov deseteronožcev:
- Družini Lithodidae, za pripadnike katere večina znanstvenikov meni, da so se razvili iz prednikov rakov samotarjev (Paguroidea)[6][7]
- Družini Porcellanidae[8]
- Vrsti Lomis hirta[9]
- Rakih samotarjih (Paguroidea):
  - Kokosovemu raku (Birgus latro)
  - Patagurus rex[10]
- Pravih rakovicah (Brachyura)[11]

Primer iz evolucijske zgodovine je izumrli red Cyclida, katerega pripadniki so razvili značilno morfologijo rakovic, še preden so se pojavile prave rakovice.

### Družina Lithodidae
Precej dobro je preučen primer družine Lithodidae in njen razvoj iz rakov samotarjev (Paguroidea). Večina vrst rakov samotarcev (Paguroidea) ima asimetrično obliko, ki je posledica njihovega življenja v polžjih hišicah. Tudi zadki rakov družine Lithodidae so asimetrični, četudi sami ne uporabljajo polžjih hišic kot zavetja.

### Hiperkarcinizacija
Posebno obliko karcinizacije, imenovano hiperkarcinizacija, lahko opazujemo pri vrsti Allopetrolisthes spinifrons. Poleg skrajšane oblike telesa ta vrsta kaže tudi za rakovice značilen spolni dimorfizem, pri katerem imajo samci krajši zadek (ali pleon) od samic.